# Fragneto Monforte
Fragneto Monforte is een gemeente in de Italiaanse provincie Benevento (regio Campanië) en telt 1864 inwoners (1-1-2015). De oppervlakte bedraagt 24,4 km², de bevolkingsdichtheid is 76 inwoners per km².

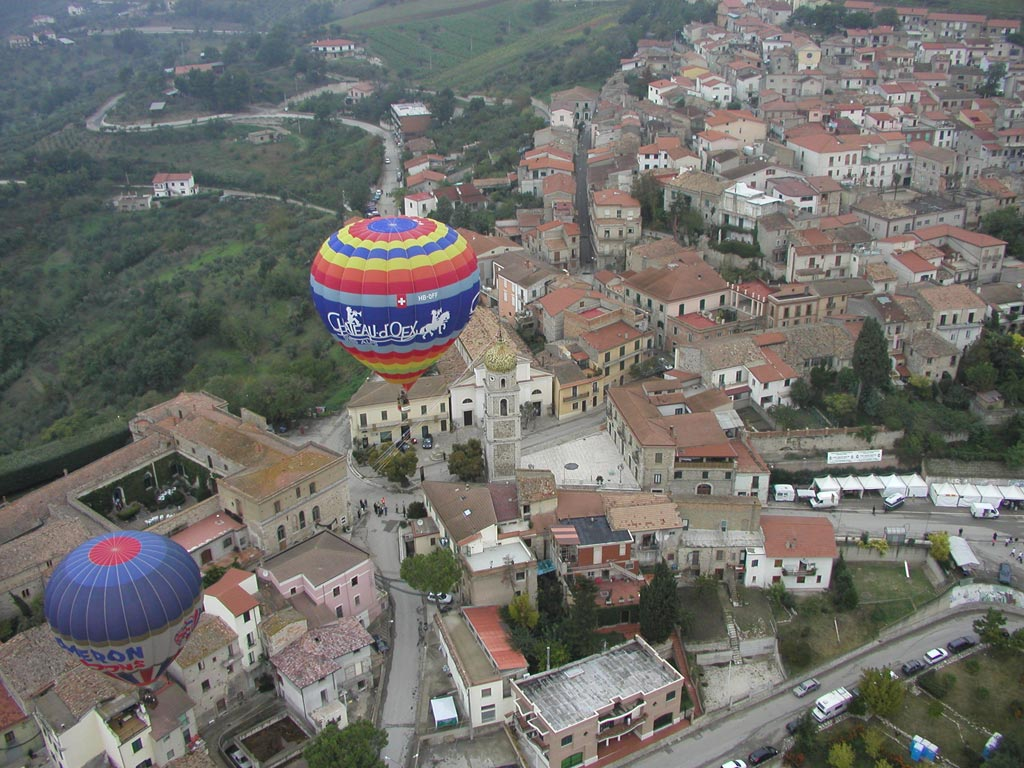
Fragneto Monforte
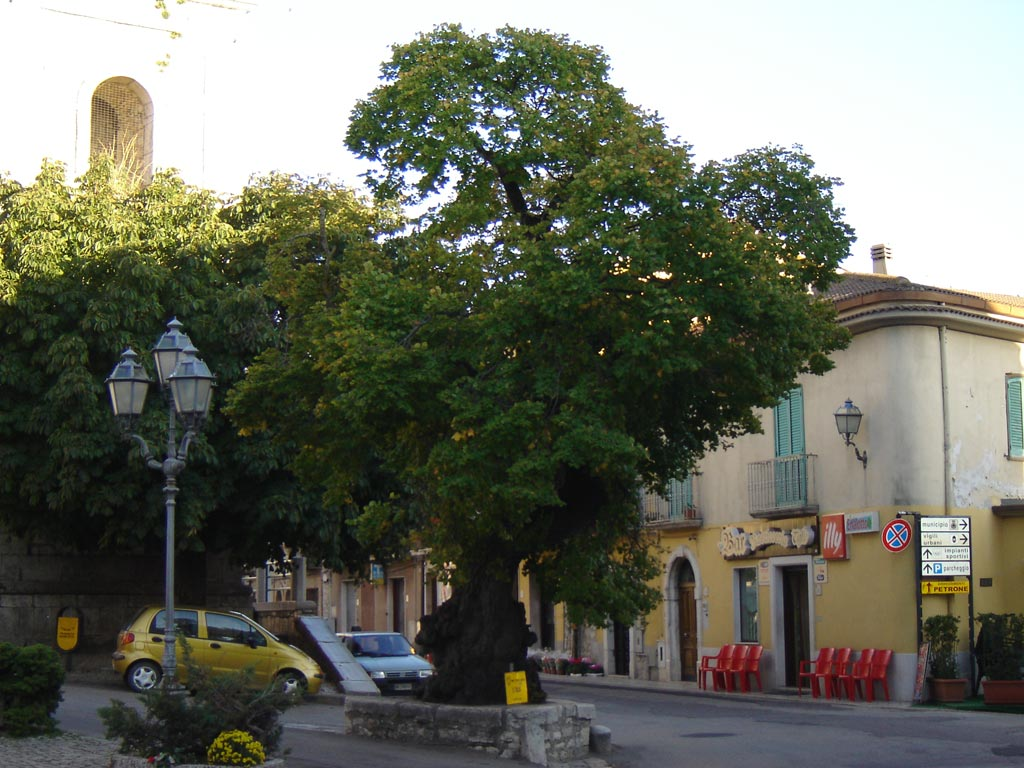
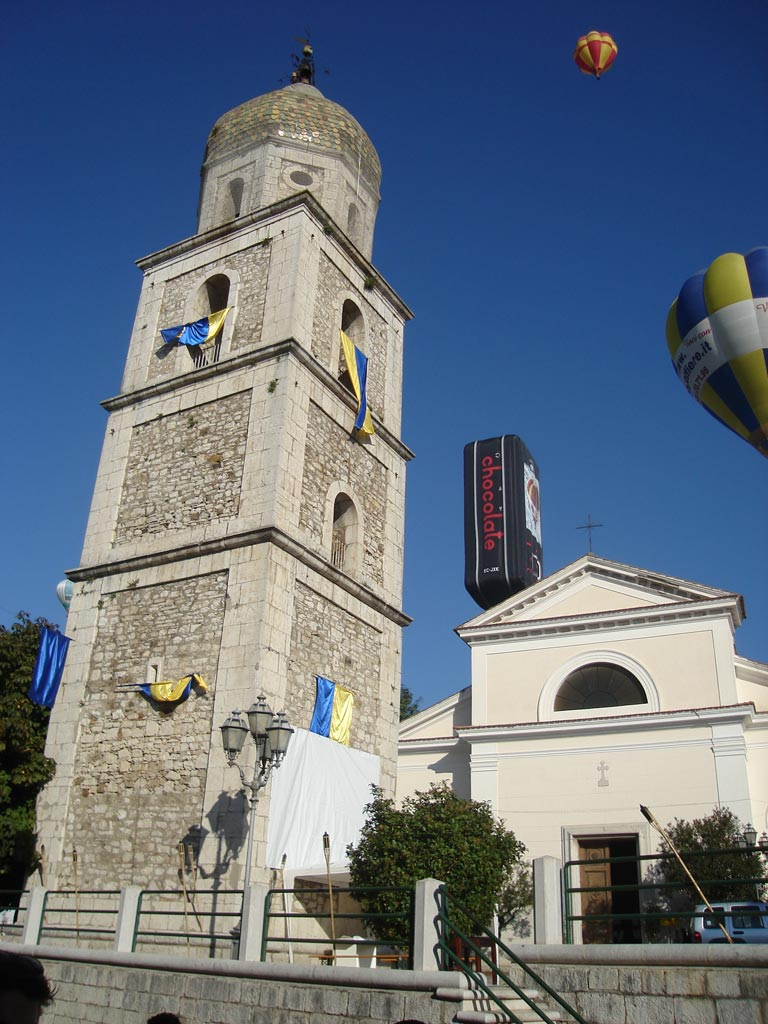

## Demografie
Fragneto Monforte telt ongeveer 705 huishoudens. Het aantal inwoners daalde in de periode 1991-2001 met 6,0% volgens cijfers uit de tienjaarlijkse volkstellingen van ISTAT.
| Jaar | Inwoneraantal |
| ---- | ------------- |
| 1991 | 2088          |
| 2001 | 1962          |
| 2015 | 1864          |

## Geografie
De gemeente ligt op ongeveer 380 m boven zeeniveau.
Fragneto Monforte grenst aan de volgende gemeenten: Benevento, Campolattaro, Casalduni, Fragneto l'Abate, Pesco Sannita, Ponte, Pontelandolfo, Torrecuso.
Airola · Amorosi · Apice · Apollosa · Arpaia · Arpaise · Baselice · Benevento · Bonea · Bucciano · Buonalbergo · Calvi · Campolattaro · Campoli del Monte Taburno · Casalduni · Castelfranco in Miscano · Castelpagano · Castelpoto · Castelvenere · Castelvetere in Val Fortore · Cautano · Ceppaloni · Cerreto Sannita · Circello · Colle Sannita · Cusano Mutri · Dugenta · Durazzano · Faicchio · Foglianise · Foiano di Val Fortore · Forchia · Fragneto Monforte · Fragneto l'Abate · Frasso Telesino · Ginestra degli Schiavoni · Guardia Sanframondi · Limatola · Melizzano · Moiano · Molinara · Montefalcone di Val Fortore · Montesarchio · Morcone · Paduli · Pago Veiano · Pannarano · Paolisi · Paupisi · Pesco Sannita · Pietraroja · Pietrelcina · Ponte · Pontelandolfo · Puglianello · Reino · San Bartolomeo in Galdo · San Giorgio La Molara · San Giorgio del Sannio · San Leucio del Sannio · San Lorenzello · San Lorenzo Maggiore · San Lupo · San Marco dei Cavoti · San Martino Sannita · San Nazzaro · San Nicola Manfredi · San Salvatore Telesino · Sant'Agata de' Goti · Sant'Angelo a Cupolo · Sant'Arcangelo Trimonte · Santa Croce del Sannio · Sassinoro · Solopaca · Telese Terme · Tocco Caudio · Torrecuso · Vitulano
1. ↑  https://demo.istat.it/?l=it.
2. ↑  Statistiche demografiche ISTAT. demo.istat.it. Gearchiveerd op 20 september 2016. Geraadpleegd op 17 september 2016.